# Facteur d'intensité des contraintes

Coordonnées polaires en pointe de fissure.

Le facteur d'intensité des contraintes, généralement noté {\displaystyle K}, est utilisé en mécanique de la rupture pour décrire l'état des contraintes à l'extrémité d'une fissure. Ce concept est généralement utilisé avec l'hypothèse que le matériau est homogène, et dans un régime élastique linéaire isotrope. Il est notamment utilisé en tolérance aux dommages pour fournir des critères de rupture. Le facteur d'intensité des contraintes peut également être étendu aux matériaux qui présentent une plasticité confinée en pointe de fissure.
La valeur de {\displaystyle K} dépend de la géométrie de l'éprouvette, de la taille et de la position de la fissure (ou de l'entaille), et est proportionnelle au niveau de chargement (charge appliquée et contraintes résiduelles). Dans sa formulation générique, le facteur d'intensité des contraintes s'écrit, :
{\displaystyle K=\sigma {\sqrt {\pi a}}\,f(a/W)}
où {\displaystyle \sigma } est la contrainte appliquée, et où {\displaystyle f(a/W)} (parfois noté Y ou {\displaystyle \beta }) est fonction de la géométrie de l'éprouvette, et du ratio entre la longueur de fissure, {\displaystyle a}, et la largeur de l'échantillon, {\displaystyle W}.
En élasticité linéaire, la distribution des contraintes {\displaystyle \sigma _{ij}} à proximité de la pointe de fissure s'exprime en coordonnées polaires sous la forme :
{\displaystyle \sigma _{ij}(r,\theta )={\frac {K}{\sqrt {2\pi r}}}\,f_{ij}(\theta )+O(1)}
où {\displaystyle K} est le facteur d'intensité des contraintes (habituellement exprimé en MPa√m) et {\displaystyle f_{ij}} est une quantité sans dimension qui varie avec la géométrie. Théoriquement, quand {\displaystyle r} tend vers 0, la contrainte {\displaystyle \sigma _{ij}} tend vers {\displaystyle \infty }, ce qui créerait une singularité de contrainte. En pratique, cette singularité n'est pas obtenue, car de la plasticité apparaît dès que la contrainte dépasse la limite d'élasticité du matériau. Si la zone plastique en pointe de fissure est petite par rapport à la longueur de la fissure, la formule reste applicable asymptotiquement.
Le facteur d'intensité des contraintes ne doit pas être confondu avec la notion de concentration de contrainte.

## Facteurs d'intensité des contraintes en modes I, II et III

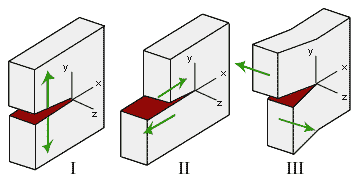
Représentation des modes de chargement I, II et III.

En 1957, George Irwin a découvert que les contraintes autour d'une fissure pouvaient être exprimées proportionnellement à un paramètre appelé facteur d'intensité des contraintes. Il a également noté qu'une fissure soumise à un chargement quelconque pouvait être décomposée en trois types de modes de fissuration linéairement indépendants, appelés « mode I », « mode II » et « mode III ». Le mode I est un mode d'ouverture (traction) où les surfaces de la fissure s'écartent. Le mode II est un mode de glissement (cisaillement dans le plan) où les surfaces opposées de la fissure glissent l'une sur l'autre dans une direction perpendiculaire au front de fissure. Le mode III est un mode de déchirement (cisaillement antiplan) où les surfaces opposées de la fissure se déplacent l'une par rapport à l'autre parallèlement au front de fissure. Le mode I est le type de chargement le plus couramment rencontré.
Le facteur d'intensité des contraintes pour les modes I, II et III sont désignés respectivement {\displaystyle K_{\rm {I}}}, {\displaystyle K_{\rm {II}}} et {\displaystyle K_{\rm {III}}}. Ces facteurs sont formellement définis par les formules suivantes :
{\displaystyle {\begin{aligned}K_{\rm {I}}&=\lim _{r\rightarrow 0}{\sqrt {2\pi r}}\,\sigma _{yy}(r,0)\\K_{\rm {II}}&=\lim _{r\rightarrow 0}{\sqrt {2\pi r}}\,\sigma _{yx}(r,0)\\K_{\rm {III}}&=\lim _{r\rightarrow 0}{\sqrt {2\pi r}}\,\sigma _{yz}(r,0)\,.\end{aligned}}}

## Taux de restitution d'énergie (G) et intégrale J
En contraintes planes, le taux de restitution d'énergie ({\displaystyle G}) d'une fissure chargée en mode I pur, ou en mode II pur est relié au facteur d'intensité des contraintes par :
{\displaystyle G_{\rm {I}}=K_{\rm {I}}^{2}\left({\frac {1}{E}}\right)}
{\displaystyle G_{\rm {II}}=K_{\rm {II}}^{2}\left({\frac {1}{E}}\right)}
où {\displaystyle E} est le module de Young et {\displaystyle \nu } est le coefficient de Poisson du matériau. Cette relation suppose que le matériau est homogène, a un comportement élastique linéaire isotrope, et que la fissure propage dans la direction de la fissure initiale.
En déformations planes, la relation est légèrement différente :
{\displaystyle G_{\rm {I}}=K_{\rm {I}}^{2}\left({\frac {1-\nu ^{2}}{E}}\right)\,}
{\displaystyle G_{\rm {II}}=K_{\rm {II}}^{2}\left({\frac {1-\nu ^{2}}{E}}\right)\,.}
Pour un chargement en mode III pur,
{\displaystyle G_{\rm {III}}=K_{\rm {III}}^{2}\left({\frac {1}{2\mu }}\right)=K_{\rm {III}}^{2}\left({\frac {1+\nu }{E}}\right)}
où {\displaystyle \mu } est le module de cisaillement.
En contraintes planes comme en déformations planes, le taux de restitution d'énergie total est la combinaison linéaire des trois contributions :
{\displaystyle G=G_{\rm {I}}+G_{\rm {II}}+G_{\rm {III}}\,.}
En élasticité linéaire, les relations ci-dessus peuvent également être utilisées pour relier l'intégrale J au facteur d'intensité des contraintes, car on a alors :
{\displaystyle G=J=\int _{\Gamma }\left(W~dx_{2}-\mathbf {t} \cdot {\cfrac {\partial \mathbf {u} }{\partial x_{1}}}~ds\right)\,.}

## Ténacité
On appelle communément « ténacité » le facteur d'intensité des contraintes critique au-delà duquel la rupture se produit. Les valeurs de ténacité peuvent être déterminées expérimentalement à l'aide d'éprouvettes préfissurées.
En mode I, pour le cas des déformations planes, la ténacité se note {\displaystyle K_{\mathrm {Ic} }} (généralement exprimée en MPa√m). Le {\displaystyle K_{\mathrm {Ic} }} est un paramètre qui peut être utilisé en conception lorsque la tolérance aux dommages fait partie du cahier des charges (ponts, bâtiments, aéronautique, etc.).
La notion se généralise (« critère en G ») en reliant la ténacité aux facteurs d'intensité des contraintes pour les trois modes :
{\displaystyle K_{\rm {c}}^{2}=K_{\rm {I}}^{2}+K_{\rm {II}}^{2}+{\frac {E'}{2\mu }}\,K_{\rm {III}}^{2}}
où {\displaystyle K_{\rm {c}}} est la ténacité, {\displaystyle E'=E/(1-\nu ^{2})} en déformations planes et {\displaystyle E'=E} en contraintes planes. La notation {\displaystyle K_{\rm {c}}} est souvent utilisée pour décrire le facteur d'intensité des contraintes critique en contraintes planes.

## Exemples

### Plaque infinie
Dans une plaque dont l'épaisseur et la longueur de fissure sont très petits devant la largeur et la hauteur, il est possible de calculer les facteurs d'intensité des contraintes en faisant l'hypothèse d'une plaque infinie.
Différentes formules peuvent être utilisées suivant que l'application de la force est uniaxiale ou biaxiale, ponctuelle ou uniforme, perpendiculaire ou oblique par rapport à la fissure. 

### Plaque finie
Dans les cas où l'hypothèse d'une plaque infinie n'est pas applicable, il est nécessaire de recourir à d'autres formules, qui sont généralement plus complexes, et qui dépendent de la position de la fissure (centrale, débouchante, décalée, etc.).

### Volume infini
Le cas du volume infinie est l'équivalent en trois dimensions de la plaque infinie. Elle correspond à des cas où une fissure amorce sur un défaut à l'intérieur d'un matériau.

### Éprouvettes
Plusieurs éprouvettes normalisées existent pour caractériser la ténacité des matériaux. Des formules tabulées de facteurs d'intensité des contraintes ont été développées pour faciliter le dépouillement des résultats d'essais. L'éprouvette C(T) est l'une des éprouvettes de ténacité les plus répandues.